# In Strict Confidence
In Strict Confidence est un groupe allemand d'electro et dark wave. Il est formé en 1992 par Dennis Ostermann (chant), Jörg Schelte (claviers), Stefan Vesper (batterie) et Antje Schulz (chant).

## Histoire
Le groupe est originellement formé aux alentours de 1989–1990 sous le nom de Seal of Secrecy. En 1992, ils se rebaptisent In Strict Confidence, et publient une première cassette audio intitulée Sound Attack.  Après la sortie du double album Hell Inside/Hell Outside, enregistré au Kloster Kloster Höchst, le groupe attire d'abord l'attention d'un public plus large et de plusieurs labels. En 1996, ils signent au label Zoth Ommog et entament leur première tournée allemande l'année suivante. Avec Face the Fear, ils s'établissent sur la scène electro européenne en 1998. En 1999, le groupe termine une tournée américaine avec le groupe Das Ich.
En 2009, ils publient un nouvel album intitulé My Despair.

## Style musical
Le groupe mêle initialement l'electro agressive à des éléments d'electro-wave. Leur troisième album, Love Kills! sera plus tiré vers l'electro technoïde. Cependant, le groupe met une distance avec le mouvement EBM, auquel il est souvent assigné.

## Discographie

### Albums studio
- 1992 : Sound Attack (mini-cassette)
- 1994 : Hell Inside/Hell Outside (mini-cassette)
- 1996 : Cryogenix
- 1998 : Face the Fear
- 2000 : Love Kills!
- 2002 : Mistrust the Angels
- 2004 : Holy
- 2004 : Holy – The Hecq Destruxxion
- 2006 : Exile Paradise
- 2006 : Exile Paradise – The Hecq Destruxxion
- 2010 : La Parade Monstrueuse
- 2012 : Utopia
- 2016 : The Hardest Heart
- 2018 : Hate2Love

### Compilations
- 1998 : Angels Anger Overkill
- 2010 : Laugh, Cry and Scream
- 2014 : Lifelines Vol. 1
- 2014 : Lifelines Vol. 2
- 2015 : Lifelines Vol. 3
- 2023 : Mechanical Symphony (Titres de leur répertoire réinterprétées et enregistrées sous forme de bande originale de film version orchestrale)

### Singles et EP
- 1997 : Collapse (EP)
- 1998 : Dementia (vinyle)
- 1999 : Industrial Love (vinyle)
- 1999 : Industrial Love/Prediction (EP)
- 2000 : Kiss Your Shadow
- 2000 : Zauberschloss (EP)
- 2001 : The Truth Inside of Me
- 2002 : Herzattacke (EP)
- 2003 : Engelsstaub (EP)
- 2003 : Mistrust the Bonus Edition (EP)
- 2004 : Babylon
- 2005 : Seven Lives (EP)
- 2005 : The Sun Always Shines on T.V. (avec Melotron)
- 2006 : Where Sun and Moon Unite (CD)
- 2007 : The Serpent’s Kiss
- 2009 : My Despair (EP)
- 2010 : Silver Bullets (EP)
- 2011 : Set Me Free (EP)
- 2012 : Morpheus (EP + vinyle)
- 2012 : Tiefer (EP)
- 2013 : Justice (EP téléchargeable)
- 2016 : Somebody Else’s Dream (EP)
- 2016 : Everything Must Change (EP)